# Leitoscoloplos bilobatus
Leitoscoloplos bilobatus är en ringmaskart som beskrevs av Mackie 1987. Leitoscoloplos bilobatus ingår i släktet Leitoscoloplos och familjen Orbiniidae. Inga underarter finns listade i Catalogue of Life.